# Kerryn McCann
Kerryn McCann (z domu Kerryn Hindmarsh, ur. 2 maja 1967 w Bulli, zm. 8 grudnia 2008 w Wollongong) – australijska lekkoatletka, specjalizująca się w biegach długodystansowych, w tym w maratonie i półmaratonie. Dwukrotna złota medalistka Igrzysk Wspólnoty Narodów w konkurencji bieg maratoński: w 2002 w Manchesterze i w 2006 w Melbourne. Trzykrotnie uczestniczyła w igrzyskach olimpijskich, zajmując 28. miejsce w Atlancie, 11. w Sydney i 31. w Atenach. W 1991 wyszła za mąż za Grega McCanna, reprezentanta Australii w surfingu. Zmarła na raka piersi zostawiając męża i trójkę dzieci: Bentona, Josie i Coopera.